# Dasia griffini
Dasia griffini (дасія Гриффіна) — вид сцинкоподібних ящірок родини сцинкових (Scincidae). Ендемік Філіппін. Вид названий на честь американського герпетолога Лоуренса Гриффіна (1874–1949).

## Поширення і екологія
Дасії Гриффіна мешкають на островах Палаван і Міндоро. Вони живуть в первинних діптерокарпових лісах, в прибережних лісах і чагарникових заростях. Ведуть деревний спосіб життя. Зустрічаються на висоті від 50 до 150 м над рівнем моря. Відкладають яйця.

## Збереження
МСОП класифікує цей вид як вразливий. Dasia griffini загрожує знищення природного середовища.